# Kitsune
Kitsune (狐? [kitsɯne], ) è il nome dato a diversi tipi di spiriti del folclore e della mitologia giapponese che compaiono solitamente sotto forma di volpe (la parola  kitsune, infatti, in giapponese significa "volpe"). Secondo la mitologia giapponese la volpe è un essere dotato di grande intelligenza, in grado di vivere a lungo e di sviluppare con l'età poteri soprannaturali: il principale tra questi ultimi è l'abilità di cambiare aspetto ed assumere sembianze umane, infatti esse appaiono spesso con l'aspetto di una bella donna. In alcuni racconti esse utilizzano queste abilità per ingannare il prossimo — come sovente avviene nel folclore comune — mentre altri le ritraggono come guardiani benevoli, amiche, amanti e mogli. Più una kitsune è vecchia, saggia e potente, più code possiede, fino a un massimo di nove.

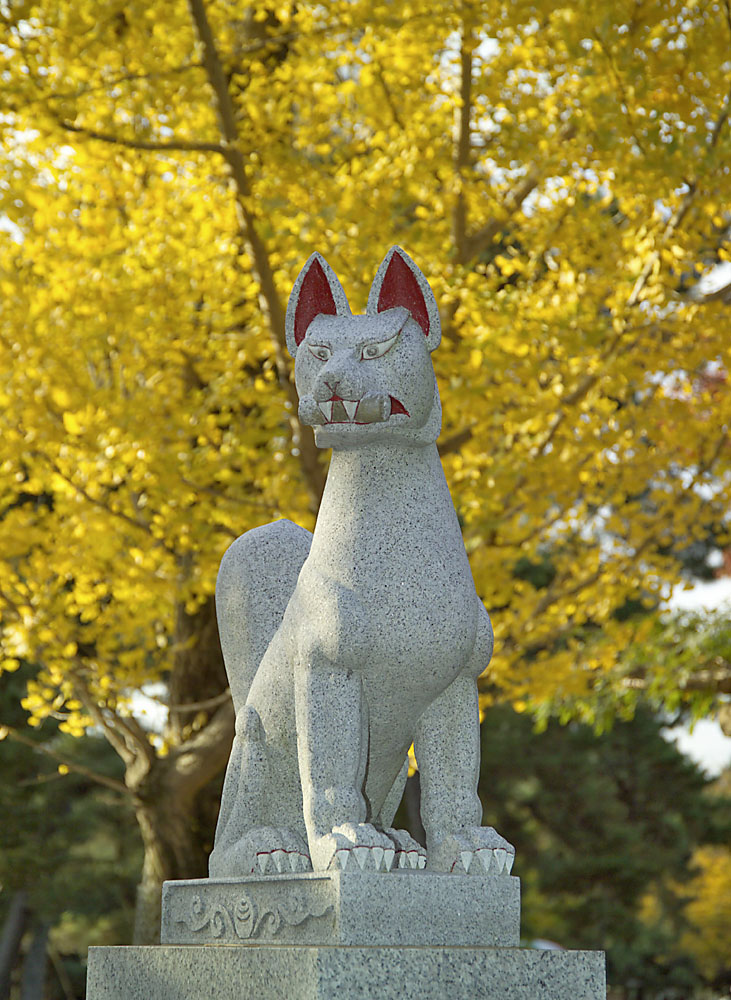
Statua di kitsune del santuario di Inari adiacente al tempio buddista Tōdai-ji a Nara

Le kitsune sono strettamente accomunate alla figura di Inari, il kami shintoista della fertilità, dell'agricoltura e del riso: esse sono al suo servizio col ruolo di messaggere, e tale veste ha rafforzato il significato soprannaturale della volpe. Come conseguenza dell'influenza che esercitano sulle persone e dei poteri loro attribuiti, vengono venerate come fossero a tutti gli effetti delle divinità.
L'origine storica del ruolo centrale della volpe nel folclore giapponese è da ricercare nella sua armoniosa convivenza con gli esseri umani nel Giappone antico, da cui derivano i vari miti e leggende su queste creature.

## Origini

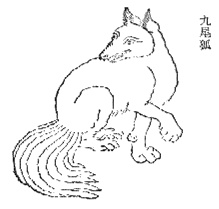
Una volpe a nove code tratta dal testo Shan Hai Jing

L'origine dei miti sulla kitsune è oggetto di dibattito, ma vi è comunque la certezza che numerosi racconti sulle volpi possano essere ricondotti a Paesi quali Cina, Corea, India e Grecia; molte di queste prime storie sono contenute nel Konjaku monogatarishū, una raccolta di narrazioni cinesi, indiane e giapponesi dell'XI secolo. I racconti popolari cinesi parlano di spiriti-volpi chiamati huli jing (kyūbi no kitsune in giapponese) che posseggono nove code quale peculiare caratteristica. In Corea vi è la figura del kumiho (letteralmente "volpe a nove code"), una creatura mitologica in grado di vivere cento o mille anni; essa è vista come un essere maligno, a differenza della sua controparte giapponese. Secondo alcuni studiosi le caratteristiche comuni presenti in ognuna di queste figure sarebbero da ricondurre a opere indiane quali Hitopadesa (XII secolo) e Pañcatantra (III secolo a.C.), le quali a loro volta avrebbero tratto ispirazione dalle Favole di Esopo (Grecia, VI secolo a.C.), che si diffusero successivamente in Cina, Corea e infine in Giappone.
Il principale elemento di discussione riguardo ai miti sulla kitsune è quindi la difficoltà nell'individuare la loro origine precisa. Alcune correnti di pensiero ipotizzano che tali miti siano esclusivamente di origine straniera, mentre alcuni folcloristi nipponici ritengono il mito della kitsune una credenza indigena giapponese risalente al V secolo a.C. Uno di questi, Kiyoshi Nozaki, è convinto che le kitsune fossero già diffuse e considerate un personaggio dai connotati positivi nella cultura popolare già dall'inizio del IV secolo; gli elementi importati dalla Cina o dalla Corea sarebbero unicamente le caratteristiche negative. Egli afferma che, secondo un libro del XVI secolo chiamato Nihon ryakki, le volpi e gli uomini avrebbero convissuto nel Giappone antico, dando origine alle leggende giapponesi su queste creature. La ricercatrice Karen Smyers, interessata agli studi sul dio Inari (nume fortemente legato ai miti sulla kitsune), ritiene che la figura della volpe e la sua concezione negativa come seduttrice e portatrice di sventura, strettamente connessa ai miti sulle kitsune del buddhismo, siano state introdotte nel folclore giapponese attraverso i racconti popolari cinesi, sostenendo tuttavia che alcuni dei miti contengano elementi unicamente giapponesi.

### Etimologia
Secondo Nozaki la parola kitsune ha origini onomatopeiche. Il termine kitsu in passato veniva usato per indicare il verso della volpe, diventando successivamente la parola che identifica l'animale stesso. La parola ne è traducibile in "stato d'animo affettuoso", che Nozaki presenta quale ulteriore prova delle sue affermazioni, ovvero che nella tradizione originale del folclore giapponese le volpi fossero esseri benevoli. Oggi il termine kitsu è caduto in disuso; nel giapponese moderno è stato infatti sostituito da kon kon o gon gon.
Uno dei più antichi racconti sui miti delle kitsune fornisce un'etimologia popolare del termine, in seguito smentita. A differenza di molti racconti di kitsune nei quali esse si trasformano in donne, questo non termina tragicamente:
"You may be a fox", Ono called after her, "but you are the mother of my son and I love you. Come back when you please; you will always be welcome".
So every evening she stole back and slept in his arms.»
"Sarai anche una volpe" le diceva poi Ono "ma sei la madre dei miei figli e io ti amo. Torna quando ti pare; sarai sempre benvenuta".
Così ogni sera ella tornava e dormiva tra le sue braccia.»
(Sunto del racconto Torna e dorme scritto dal monaco Kyoukai nel tardo VIII secolo o all'inizio del IX secolo)
Poiché ella tornava ogni notte dal marito sotto forma di donna, ma tutte le mattine se ne andava come volpe, fu chiamata kitsune. In giapponese classico kitsu-ne significa "torna e dorme", mentre la variante ki-tsune significa "torna sempre".

## Caratteristiche

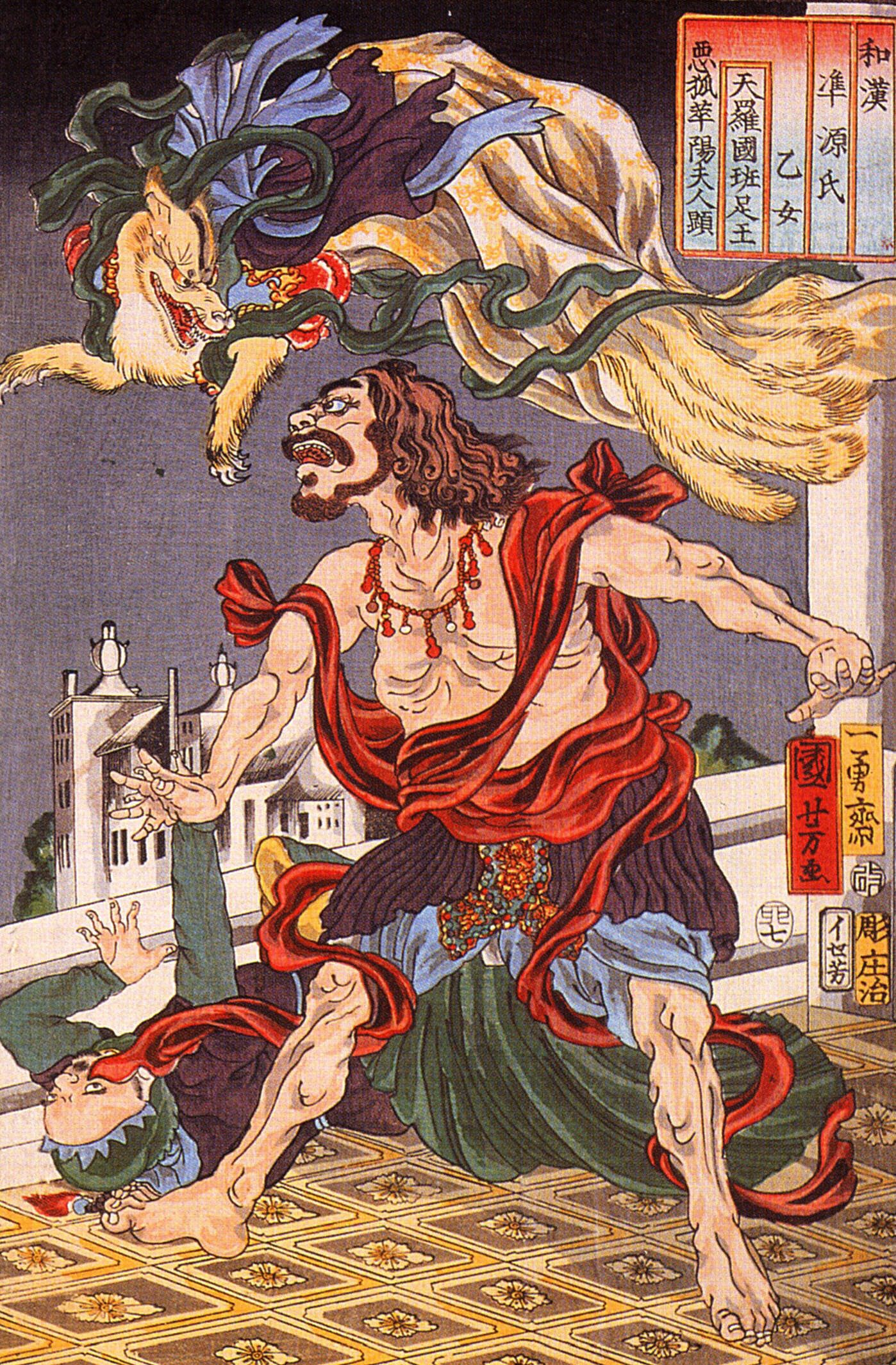
Il Principe Hanzoku terrorizzato da una volpe a nove code. Stampa di Utagawa Kuniyoshi, XIX secolo.

Le kitsune sono conosciute per possedere una grande intelligenza, poteri magici e per essere in grado di vivere a lungo. Esse sono un tipo di yōkai, ovvero un'entità spirituale, e la parola kitsune è spesso tradotta in "spirito di volpe". Tuttavia ciò non significa che le kitsune siano dei fantasmi, né che siano fondamentalmente diverse dalle normali volpi: in questo contesto la parola "spirito" è usata per riflettere uno stato di conoscenza o illuminazione, quindi tutte le volpi longeve sono in grado di acquisire abilità soprannaturali.
Vi sono due principali tipi di kitsune. Le zenko (善狐? letteralmente "volpi buone") sono volpi celestiali e benevole, associate al culto del dio Inari; talvolta sono dette semplicemente "volpi Inari". Le yako (野狐? letteralmente "volpi di campo", chiamate anche nogitsune), invece, posseggono un carattere malizioso e intenzioni malvagie. Le tradizioni locali prevedono ulteriori tipi di kitsune: una ninko (人狐? "volpe umana"), per esempio, è uno spirito di volpe invisibile, capace di interagire con gli esseri umani attraverso la pratica della possessione. Altre tradizioni suddividono le kitsune in tredici classi distinte, ognuna delle quali possiede uno specifico potere soprannaturale.
La principale caratteristica fisica che contraddistingue le kitsune è la grande quantità di code che esse possiedono. Maggiore è l'età di una volpe, maggiore sarà il numero delle code di cui essa potrà disporre, fino a un massimo di nove. Di conseguenza, un gran numero di code sta a indicare una volpe più anziana e potente; alcuni racconti popolari narrano che solo le volpi ultracentenarie possano ambire al numero massimo di code. I miti più conosciuti narrano di volpi a una, cinque, sette, o nove code. Quando una kitsune ottiene la sua nona coda, il suo manto diviene di colore bianco o oro. Queste kyūbi no kitsune (九尾の狐? volpi a nove code) acquisiscono anche l'abilità di vedere e sentire qualsiasi cosa accada in ogni parte del mondo (onniscienza), e altri racconti attribuiscono loro infinita saggezza.

### Abilità mutaforma

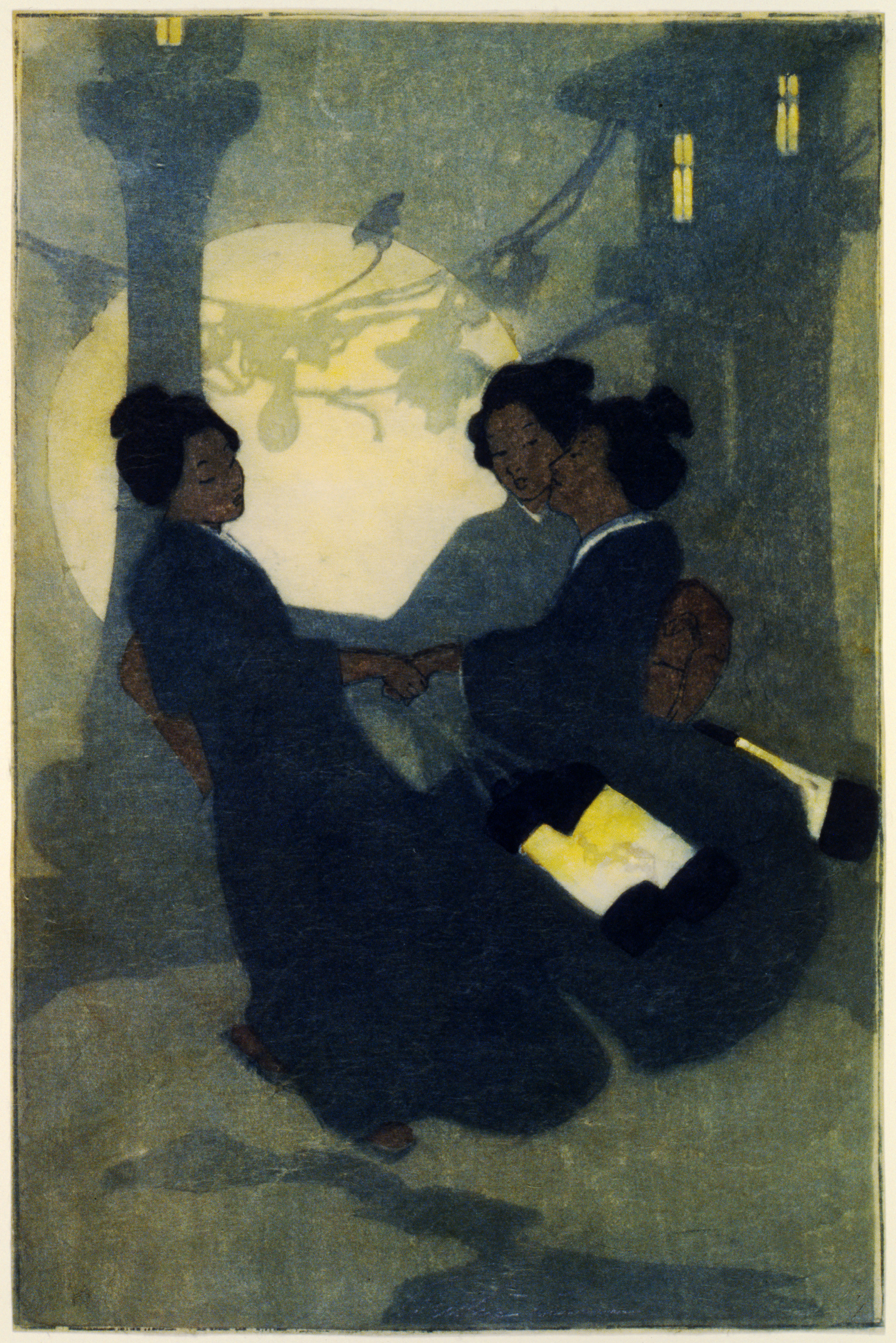
Donne volpi di Bertha Lum. Tra le abilità della kitsune vi è quella di mutare in forma umana, assumendo le sembianze di giovani ragazze e belle donne.

Tra le capacità delle kitsune vi è la possibilità di cambiare aspetto e di assumere sembianze umane, un'abilità che la volpe può apprendere una volta raggiunta una determinata età, solitamente 50 o 100 anni. Per poter compiere tale trasformazione la volpe deve posare sulla propria nuca delle canne, una foglia di grande dimensioni o un teschio. Tra le forme comunemente assunte dalle kitsune vi sono uomini anziani, belle donne o giovani ragazze; questi ultimi due esempi sono le trasformazioni più conosciute delle kitsune. Nel Giappone medioevale si credeva infatti che ogni donna vista aggirarsi senza meta, specialmente al crepuscolo o di notte, fosse una volpe. Il termine kitsune-gao (狐顔? "faccia da volpe") viene usato per descrivere i lineamenti umani del viso delle donne, caratterizzato da una forma affilata e occhi ravvicinati, sopracciglia sottili e zigomi alti. Tradizionalmente questa forma del viso è considerata attraente, e in alcuni racconti le volpi assumono tale fisionomia. In alcune varianti dei suddetti racconti le kitsune mantengono dei tratti volpini, come ad esempio una leggera peluria sul corpo, un'ombra o un riflesso che mostri la loro vera natura. Le volpi che possiedono questa capacità possono comunque trasformarsi in qualsiasi persona, senza limiti di età o di genere.
Un buon metodo per scoprire la vera natura delle kitsune è cercarne la coda, in quanto esse hanno difficoltà a nasconderla quando assumono forma umana. Una persona particolarmente leale, in alcuni casi, può essere anche capace di percepire la vera natura di una volpe e di smascherarne il travestimento. Mentre sono in forma umana, le kitsune mostrano astio e ostilità verso i cani, tanto da esserne terrorizzate ed essere costrette in alcuni casi a ritornare in forma volpina e fuggire (come ad esempio avviene nel racconto Torna e dorme di Kyoukai).

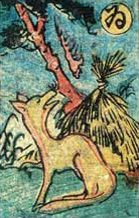
Raffigurazione di una kitsune in un'obake karuta (carta mostro) dell'inizio del XIX secolo

Di tale imperfezione nella trasformazione si fa menzione in un racconto popolare che ha come protagonista Koan, un personaggio storico che si credeva avesse grande saggezza e magici poteri di divinazione. Secondo il racconto egli si trovava a casa di uno dei suoi devoti quando si ustionò i piedi a causa di un pediluvio con acqua troppo calda. Poi, si legge nel racconto, «per il dolore corse fuori dal bagno nudo. Quando la gente della casa lo vide, si stupirono nel vedere che Koan avesse gran parte del corpo ricoperto da pelliccia e una coda da volpe. A quel punto Koan si trasformò di fronte a loro, tramutandosi in un'anziana volpe e scappando via».
Altre abilità in possesso delle kitsune sono la possessione spirituale, la capacità di sputare fuoco o fulmini dalla bocca o dalle code (conosciuta come kitsunebi), il potere di entrare nei sogni, l'invisibilità, la capacità di volare e di creare illusioni complesse ed elaborate. Le kitsune vengono descritte anche come dotate di poteri ancora maggiori, come modificare il tempo e lo spazio, rendere le persone folli, oppure assumere altre forme oltre a quelle umane, come un albero d'incredibile altezza o una seconda luna nel cielo. Altre kitsune hanno caratteristiche simili ai vampiri o ai succubi, e si nutrirebbero quindi dell'energia vitale degli esseri umani, generalmente attraverso un contatto sessuale.

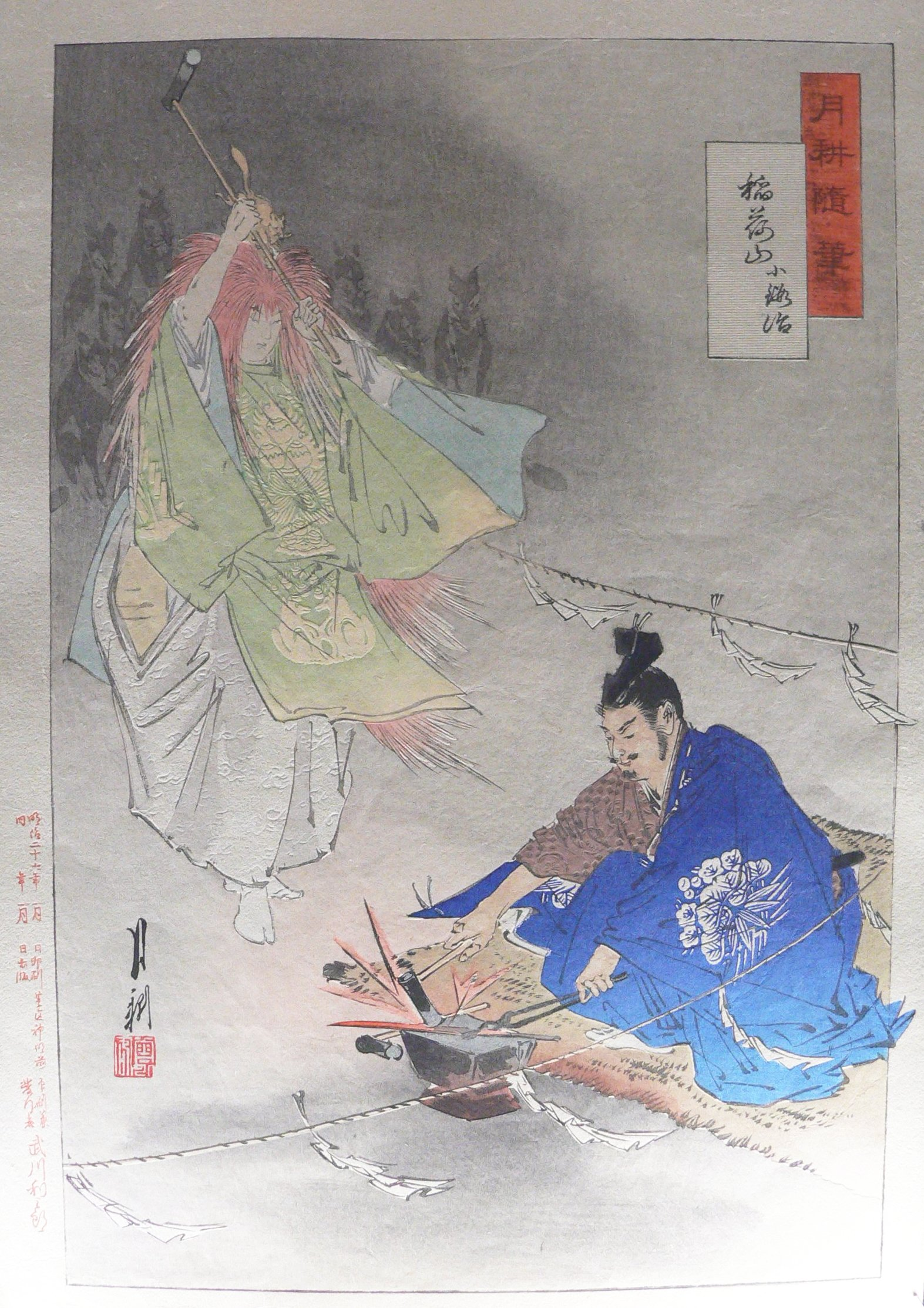
Inari e una kitsune aiutano il fabbro Munechika a forgiare la spada ko-gitsune-maru (小狐丸). La leggenda è narrata nel dramma nō Sanjō Kokaji.

### Kitsunetsuki
Kitsunetsuki (狐憑き? o 狐付き?, anche traslitterato kitsune-tsuki) significa letteralmente "posseduto dalla volpe": si credeva che una volpe fosse in grado di possedere le persone, generalmente giovani donne, entrando nel corpo della vittima attraverso un'unghia o il petto per nutrirsi della sua forza vitale, e vivendo all'interno del corpo senza relazione con l'anfitrione. In alcuni casi sembra che i tratti del viso del posseduto cambiassero leggermente, in modo da ricordare le fattezze di una volpe. Infine, secondo la tradizione giapponese, gli analfabeti, una volta posseduti, acquisivano temporaneamente la capacità di leggere e scrivere.
Il folclorista Lafcadio Hearn (1850-1904) descrive questa condizione nel suo libro Glimpses of Unfamiliar Japan:

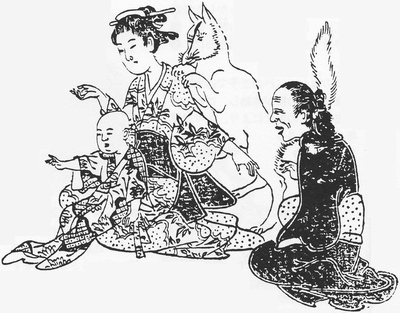
Rappresentazione di uno kitsunetsuki in un disegno del periodo Edo (1603-1867)

Hearn fa poi notare che, una volta liberata dallo stato di kitsunetsuki, la vittima si rifiuterà di mangiare tōfu, azukimeshi e altri cibi che piacciono alle volpi. Nel tentativo di fare rinsavire il posseduto si ricorreva in molti casi all'esorcismo, anche se talvolta si adottavano metodi più brutali:
In Giappone, il kitsunetsuki incominciò a essere trattato alla stregua di una malattia dal periodo Heian (794-1185), venendo indicato come diagnosi comune di infermità mentale fino al XX secolo. Lo stato di possessione veniva utilizzato come spiegazione per il comportamento anormale mostrato dagli afflitti da disturbi mentali. Nel tardo XIX secolo, il dottor Shunichi Shimamura dichiarò che le malattie fisiche responsabili dell'insorgenza di febbre erano spesso ricondotte allo stato di kitsunetsuki. È indubbio che la maggior parte di tali storie di possessione a opera di volpi siano influenzate dalle credenze popolari, ma ciò nonostante esse continuano a verificarsi anche in tempi più recenti, come ad esempio le insinuazioni fatte ai danni dei membri del nuovo movimento religioso Aum Shinrikyō, accusati di essere posseduti.
In medicina, il kitsunetsuki è considerata una sindrome culturale unica della cultura giapponese. Coloro che soffrono di questa malattia (i più colpiti sono uomini con poca cultura, religiosi e donne) credono di essere posseduti da una volpe. Tra i sintomi vi sono l'ossessione per il riso e i fagioli rossi dolci, apatia, irrequietezza e avversione al contatto visivo. Il kitsunetsuki è quindi simile alla licantropia clinica, sebbene si distingua da essa sotto alcuni aspetti.

### Hoshi no tama

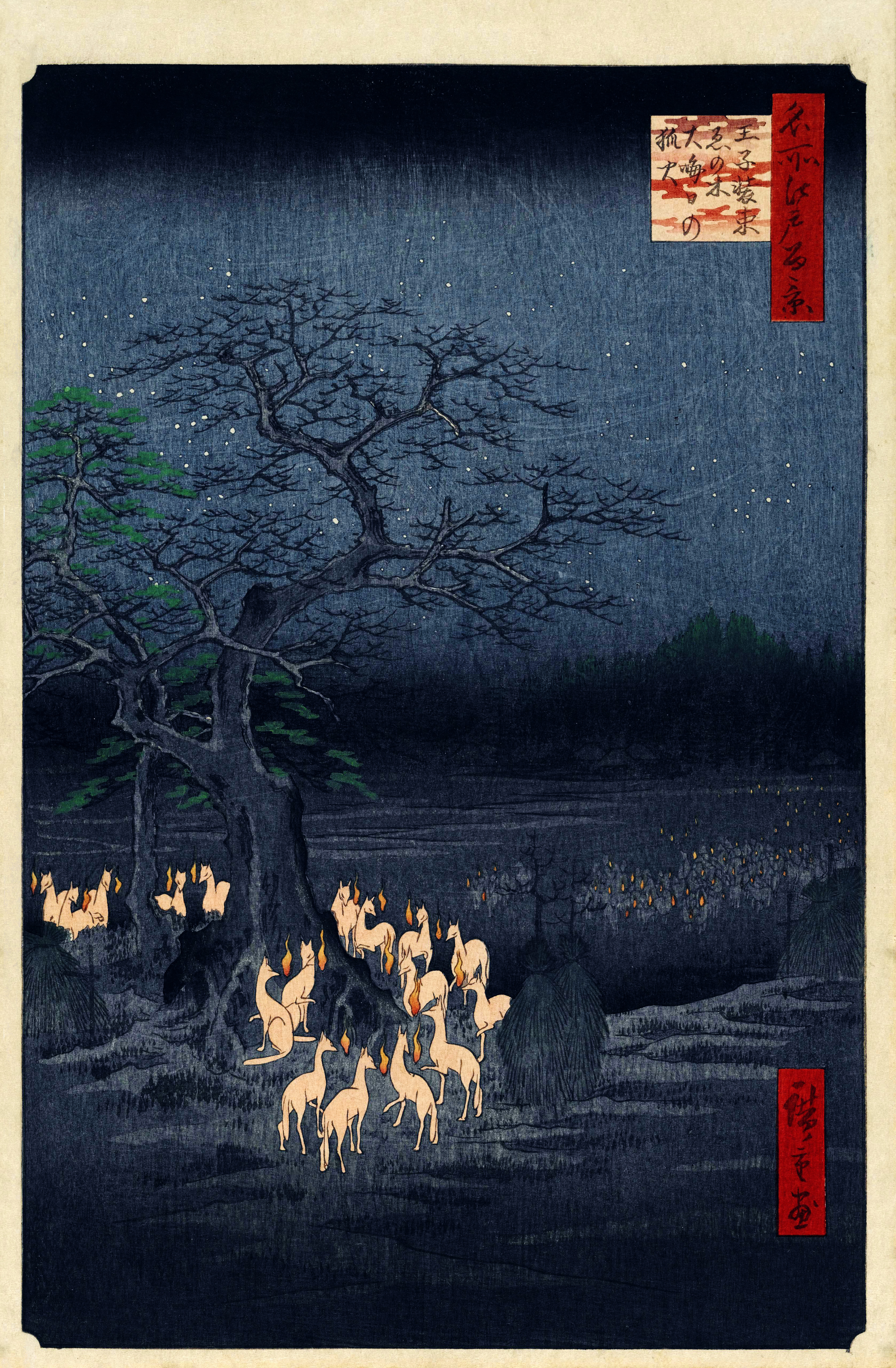
Kitsunebi nella Notte di Capodanno sotto l'albero Enoki nei pressi di Ōji, opera facente parte della raccolta Cento vedute famose di Edo (名所江戸百景, Meisho Edo Hyakkei) di Hiroshige. Ciascuna volpe ha un kitsunebi che galleggia vicino al muso.

Nelle rappresentazioni artistiche le kitsune vengono spesso raffigurate a fianco di punti luminosi di forma sferica conosciuti come hoshi no tama (ほしのたま? letteralmente "sfere stellate"). Questi punti vengono descritti anche come globi incandescenti, in quanto la figura stessa della volpe è associata al fuoco, e in questo caso prendono il nome di kitsunebi (狐火? "fuoco di volpe"). Vengono rappresentate anche sotto forma di perle o gioielli dotati di poteri magici: questi oggetti sono uno dei simboli peculiari associati alla figura del dio Inari, e le rappresentazioni delle sacre volpi di Inari senza le proprie hoshi no tama sono assai rare. Le kitsune, quando assumono la loro forma naturale, trasportano la propria sfera tenendola tra le fauci o trasportandola sulla coda.
Una convinzione popolare narra che, quando una kitsune cambia forma, parte del suo potere magico si trasferisce all'interno della hoshi no tama. Un'altra tradizione vuole che la perla rappresenti l'anima della kitsune, perciò, se la volpe dovesse rimanere troppo tempo separata da questa, finirebbe per morire. È possibile anche sottrarre la sfera alla kitsune, in modo da chiedere delle ricompense in cambio della restituzione. Un racconto del XII secolo narra della disavventura di una volpe che si vede sottrarre la hoshi no tama da un uomo:
Il racconto si conclude con l'uomo che, attaccato da una banda di rapinatori armati, viene salvato dall'intervento della volpe, alla quale in cambio restituisce la sfera magica.

## Rappresentazioni

### Messaggere di Inari

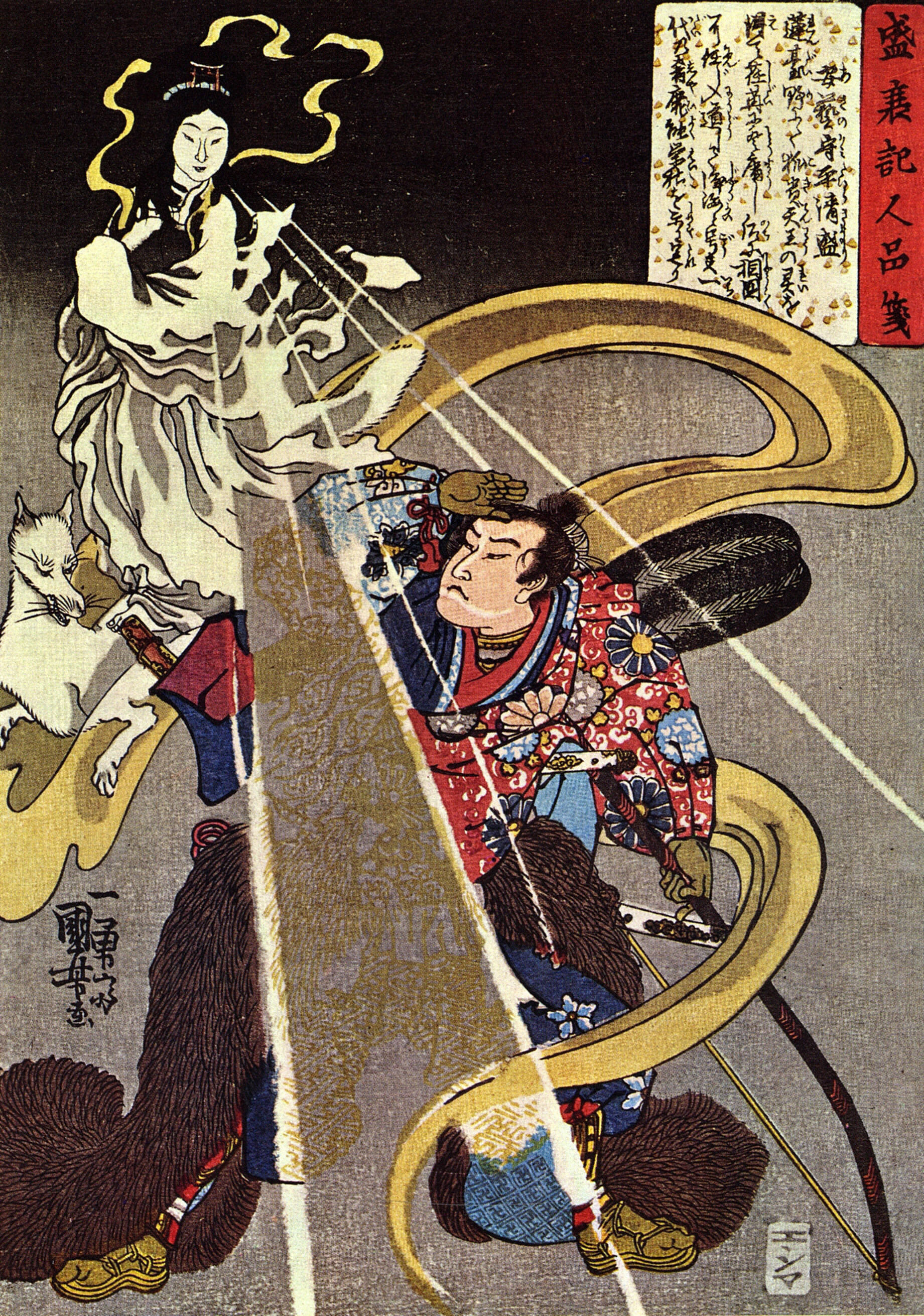
Inari appare a un guerriero accompagnato da una kitsune. Quest'opera di Utagawa Kuniyoshi esemplifica l'influenza della figura dello spirito Ḍākinī, nume di origine buddhista.

Le kitsune sono strettamente legate alla figura del dio Inari, la divinità shintoista del riso e dell'agricoltura. Quest'ultimo, secondo la tradizione, nei periodi invernali risiedeva in montagna, per poi scendere a valle in primavera durante la stagione agricola. Finito il periodo del raccolto, Inari sarebbe tornato ancora una volta nella sua residenza invernale. Ogni anno le volpi si avvicinavano ai villaggi allo stesso modo, venendo col tempo riconosciute come naturali messaggere del dio. Tale legame ha contribuito a rafforzare l'essenza soprannaturale della volpe, tanto che essa è stata per lungo tempo venerata come kami. La kitsune è sovente raffigurata quale serva o messaggera di Inari, ma la linea di demarcazione tra i due si è ormai talmente assottigliata che talvolta lo stesso dio è ritratto come una volpe. Allo stesso modo, interi santuari sono dedicati alle kitsune, dove i devoti erano soliti offrire fette di tōfu fritto chiamate aburaage, di cui gli spiriti-volpi si dice fossero particolarmente ghiotti. Tale pietanza di conseguenza ha influenzato la preparazione e la diffusione di piatti a base di pasta chiamati kitsune udon e kitsune soba. Vi è anche un tipo di sushi, l'inarizushi, che deve il nome al dio Inari e che consiste in polpette di riso rivestite di aburaage.

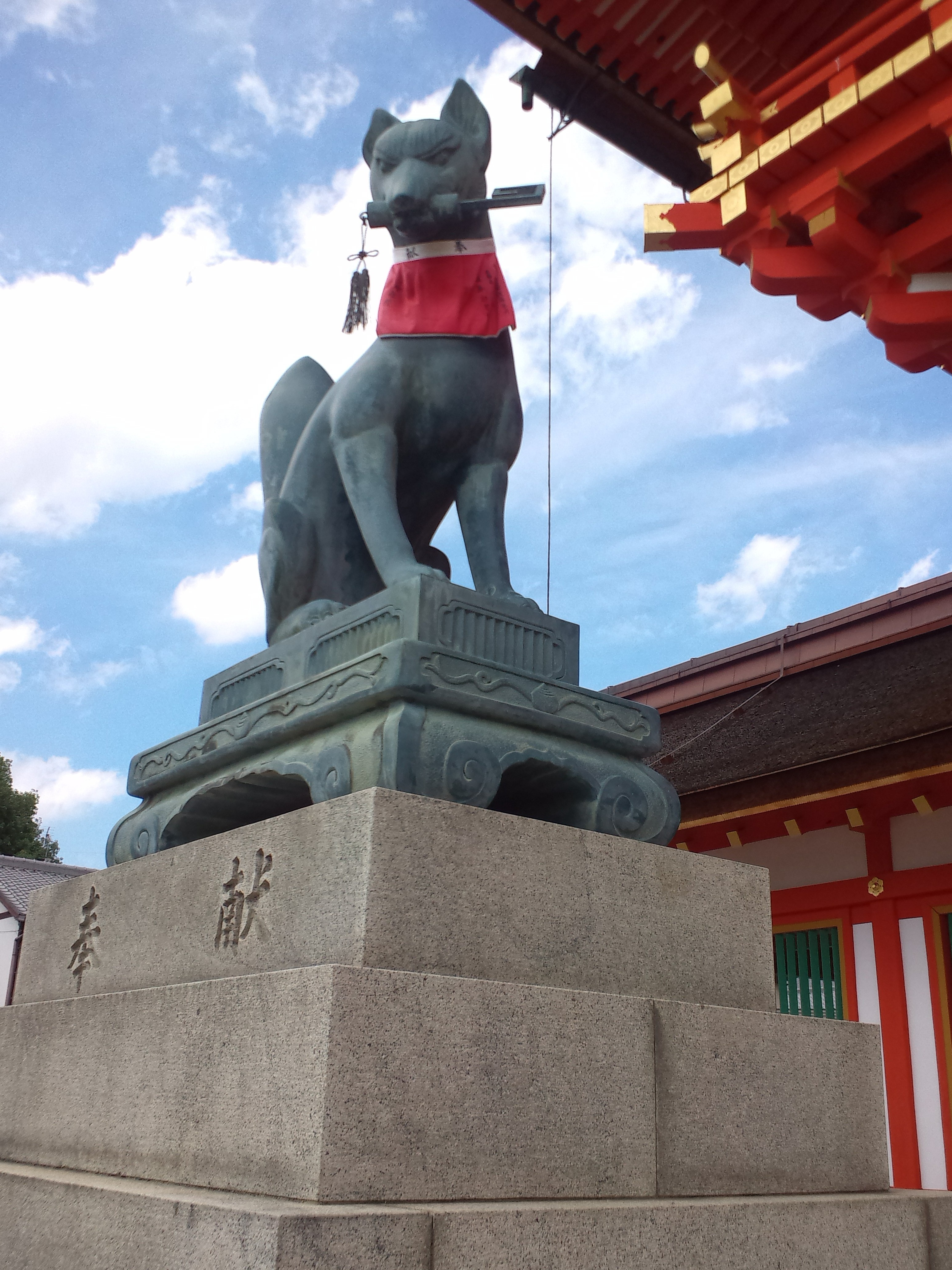
Caratteristica statua di kitsune del santuario di Fushimi Inari-taisha a Kyōto. La volpe è raffigurata con una chiave di granaio stretta tra le fauci, e con un bavaglio votivo (よだれかけ, yodarekake) di colore rosso al collo. Tale colore è strettamente legato al culto di Inari e alla mitologia giapponese in generale.

Le volpi di Inari sono bianche, colore considerato di buon auspicio, e per questo si pensava portassero fortuna, caratteristica che in passato valse loro il titolo nobiliare di myōbu. Esse possiedono il potere di allontanare il male, e talvolta agiscono da spiriti guardiani. Oltre a proteggere i santuari di Inari, esse proteggono le persone del posto fungendo da spauracchio contro le malvagie nogitsune, gli spiriti-volpi che non sono a servizio di Inari. Le volpi nere e le volpi a nove code sono altresì viste come dei portafortuna.
Secondo i credi tramandati dalla geomanzia cinese (feng shui), il potere delle volpi sul male è tale che un amuleto o una semplice statua raffigurante una kitsune è sufficiente ad allontanare il kimon (鬼門?), termine stante a identificare quell'energia responsabile di indurre le persone in tentazione, e liberamente traducibile in "cancello dei demoni a nord-est" o "creature che giungono da nord-est". Secondo le credenze popolari cinesi la direzione nord-est è considerata particolarmente infausta e tale convinzione ha finito per influenzare le tradizioni giapponesi. Parecchi jinja di Inari, come il famoso santuario di Fushimi Inari-taisha a Kyoto, posseggono statue di kitsune poste a nord-est, le quali interpretano il ruolo di guardiano avente il compito di impedire l'ingresso dell'energia demoniaca nel mondo terreno.
La figura della kitsune non compare unicamente nella tradizione shintoista, ma è legata anche alla religione buddhista attraverso Ḍākinī, spirito sovente raffigurato come controparte femminile di Inari. Ḍākinī è ritratta come una donna bodhisattva brandente una spada e in sella a una volpe volante di colore bianco.

### Affabulatrici e vendicative

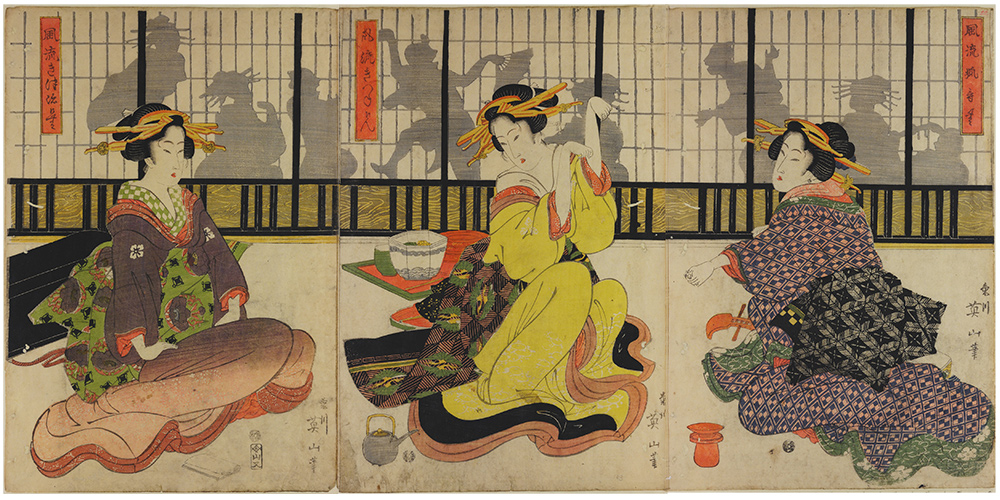
Geishe giocano a kitsune-ken in una stampa di Kikukawa Eizan

Talvolta le kitsune adottano comportamenti tipici dei trickster ("imbroglione", "truffatore"), ovvero esseri spirituali abili nell'imbroglio e caratterizzati da una condotta amorale, spesso rei di azioni maliziose e malevoli. Per attirare le proprie vittime le volpi ingannatrici possono ricorrere alla seduzione, utilizzare trucchi come illusioni e visioni per confonderle, possono macchiarsi di piccoli crimini come il furto di cibo, vendicarsi, o umiliare i vanagloriosi. I racconti narrano di kitsune che truffano samurai eccessivamente orgogliosi, mercanti avidi o persone vanitose, mentre quelle più crudeli abusano di contadini e poveri commercianti o di devoti monaci buddhisti. Per esempio, si pensa che le kitsune usino i kitsunebi a mo' di fuoco fatuo nel tentativo di far smarrire la strada ai viaggiatori. Di solito le loro vittime sono uomini; le donne invece vengono possedute.

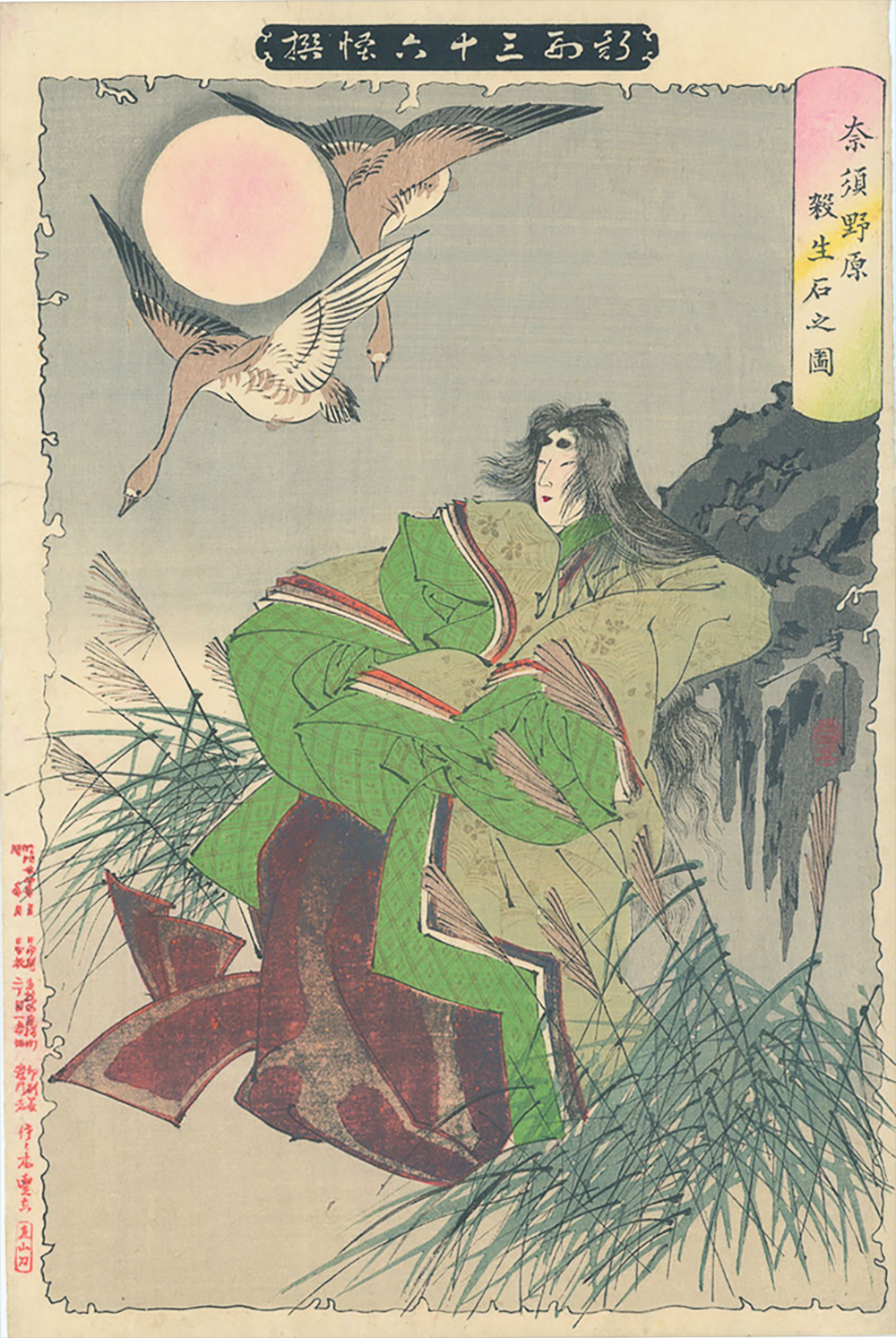
Raffigurazione di Tamamo-no-Mae (玉藻前) in una stampa di Yoshitoshi. Tamano fu un'adepta tantrica, concubina dell'imperatore Toba (1103-1156), ma una leggenda narra che in realtà fosse una volpe in forma umana.

Un gioco tradizionale giapponese chiamato kitsune-ken (狐拳? letteralmente "pugno della volpe") fa riferimento a tali poteri, dando una chiara idea di come fossero visti e temuti dalle persone del tempo. Il gioco è simile alla morra cinese, ma le tre posizioni delle mani sono "volpe", "cacciatore" e "capovillaggio". Il "capovillaggio" batte il "cacciatore", perché lo supera di grado; il "cacciatore" batte la "volpe", poiché in grado di sparare col suo fucile; la "volpe" batte il "capo villaggio", stregandolo.
Queste rappresentazioni ambigue, unite alla reputazione di esseri vendicativi, motivarono le persone a cercare di scoprire le cause del comportamento problematico delle volpi. Per esempio, Toyotomi Hideyoshi, daimyō che unificò il Giappone alla fine del XVI secolo scrisse una lettera al dio Inari:
My lord, I have the honor to inform you that one of the foxes under your jurisdiction has bewitched one of my servants, causing her and others a great deal of trouble. I have to request that you make minute inquiries into the matter, and endeavor to find out the reason of your subject misbehaving in this way, and let me know the result.
If it turns out that the fox has no adequate reason to give for his behavior, you are to arrest and punish him at once. If you hesitate to take action in this matter I shall issue orders for the destruction of every fox in the land. Any other particulars that you may wish to be informed of in reference to what has occurred, you can learn from the high priest of Yoshida.»
Mio signore, ho il dovere di informarla che una delle volpi sotto la sua giurisdizione ha stregato una delle mie serve, causando a lei e alle altre una grande quantità di problemi. Devo chiederle di fare minuziose indagini sulla questione, e cercare di scoprire le ragioni del comportamento del soggetto, mettendomene a conoscenza appena possibile.
Se scopre che la volpe non ha ragioni sufficienti per motivare il proprio comportamento, la prego di fermarla e di punirla. Se esita nell'intervenire in questa vicenda, io darò ordine di sterminare tutte le volpi del Paese. Per qualsiasi altra questione relativa o in riferimento a quanto accaduto, può consultare il sommo sacerdote di Yoshida.»
Le kitsune sono note per mantenere ciò che promettono e si sforzano di restituire qualsiasi favore; può capitare che esse si stabiliscano nell'abitazione di una persona o di una famiglia, provocando ogni sorta di male. In un racconto del XII secolo, solo la minaccia del proprietario dell'abitazione di sterminarle, le volpi si convincono ad andarsene. La volpe capofamiglia, tuttavia, appare nei sogni dell'uomo:

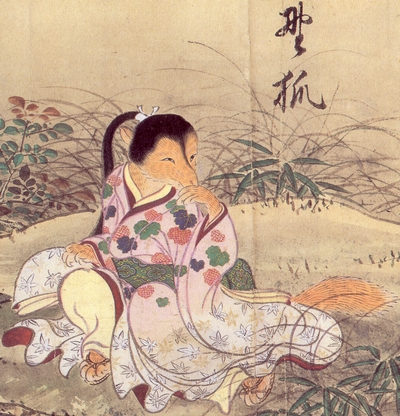
Raffigurazione di una yako kitsune tratta dall'opera Hyakkai zukan di Sawaki Sūshi

Altre kitsune usano la magia a beneficio dei loro compagni o padroni finché questi le trattano con rispetto. Essendo yōkai, tuttavia, le kitsune non condividono la moralità umana, e può capitare che una volpe stabilitasi in una casa, per esempio, vi porti all'interno denaro e altri oggetti rubati a vicini; come conseguenza, le famiglie in cui si pensa alloggi una kitsune sono trattate con diffidenza e sospetto. Tra i più sospettati di ospitare una kitsune vi erano i samurai, ma in questo caso le volpi erano classificate come zenko e la possibilità di usufruire dei loro poteri magici era considerato un segno di prestigio. Le case abbandonate erano generalmente considerate luogo di ritrovo per le kitsune. Un racconto del XII secolo narra di un ministro che decise di trasferirsi in un vecchio palazzo, trovandovi alloggiata una famiglia di volpi: inizialmente esse provarono a spaventarlo, poi sostennero che la casa apparteneva loro da molti anni; l'uomo però non cedette, e le volpi furono costrette ad andarsene e a trasferirsi in un terreno nelle vicinanze.
Infine è noto che dalle kitsune non bisogna accettare ricompense come denaro o beni materiali, in quanto questi diverranno carta, foglie, rami, pietre o altri oggetti senza valore, mascherati precedentemente da oggetti preziosi grazie alla magia. Le ricompense delle kitsune sono solitamente beni immateriali come protezione, conoscenza e lunga vita.

### Mogli e amanti

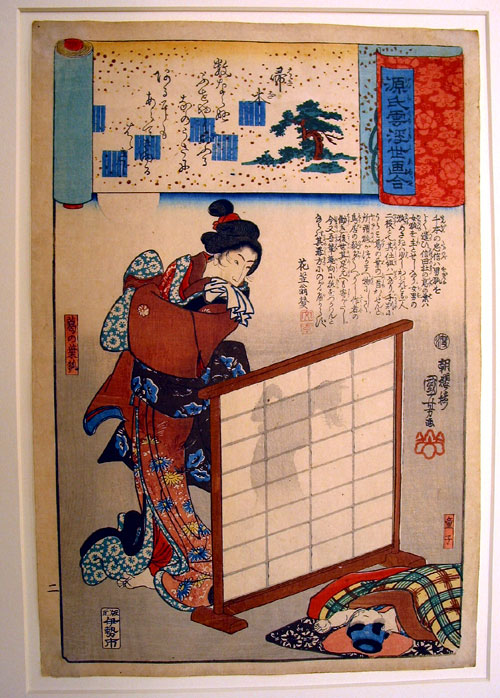
Raffigurazione di Kuzunoha (葛の葉) in una stampa di Utagawa Kuniyoshi. Kuzunoha è una nota figura popolare del folclore giapponese e personaggio del teatro kabuki nonché protagonista di una delle più famose leggende riguardanti le kitsune.

Le kitsune sono generalmente rappresentate come amanti, di solito in storie che coinvolgono un giovane maschio umano e una kitsune sotto forma umana. La kitsune è nota per la sua indole tentatrice e seduttrice, ma queste storie sono sovente di natura romantica. In genere, quando il giovane uomo sposa la volpe, non è a conoscenza della sua vera natura, in quanto ella si dimostra essere una moglie devota. Se il marito eventualmente scoprisse la vera identità della kitsune, allora ella sarebbe costretta a lasciarlo e fuggire. In questo caso il marito si sveglia come da un sogno, sporco, disorientato e lontano da casa. Una volta fatto ritorno egli deve fare i conti con la famiglia che ha disonorato con il proprio comportamento.
Altre leggende narrano di volpi che, una volta andate in moglie a un umano, partoriscono dei figli. Questi hanno la possibilità di ereditare speciali qualità fisiche o soprannaturali che sovente perpetuano a loro volta ai propri figli. Una di queste leggende racconta la storia di Abe no Yasuna (安倍保名?), il quale passando un giorno presso un tempio dedicato a Inari vide una volpe inseguita dai cacciatori, e impietositosi decise di salvarla fornendo agli uomini false indicazioni. Alcuni mesi dopo sposò una bella donna di nome Kuzunoha la quale gli diede anche un figlio. Tre anni dopo, Kuzunoha scappò via lasciando un biglietto nel quale confessava al marito di essere la volpe salvata così generosamente anni addietro. La leggenda vuole che il figlio dei due sia il famoso astronomo e occultista Abe no Seimei (安倍 晴明? 921-1005), dotato di potenti poteri magici ereditati dalla madre kitsune.
Anche lo scrittore Stephen Turnbull, in Nagashino 1575: Slaughter at the barricades, racconta la storia del coinvolgimento del clan Takeda con una donna-volpe. Nel 1544 il signore della guerra Takeda Shingen, durante una campagna di conquista nella provincia di Shinano, sconfisse in battaglia un daimyō locale noto come Suwa Yorishige, costringendolo al suicidio. Successivamente obbligò la figlia quattordicenne di questi a sposarlo. Egli era talmente ossessionato dalla ragazza che i suoi seguaci si convinsero che ella fosse l'incarnazione dello spirito della volpe bianca del santuario di Suwa, che lo aveva stregato al fine di ottenere vendetta. Quando il figlio dei due, Takeda Katsuyori, guidò alla disfatta il clan nella battaglia di Nagashino i «vecchi saggi annuirono, ricordando le circostanze infelici della sua nascita e delle voci sui poteri della madre».
I racconti riportano anche matrimoni tra le stesse kitsune. Quando piove ma nel frattempo il cielo è limpido (pioggia a ciel sereno) si dice avvenga un "matrimonio tra volpi" (狐の嫁入り?, kitsune no yomeiri), in riferimento a una leggenda che descrive una cerimonia matrimoniale tra due kitsune avvenuta in tali condizioni climatiche. L'evento è considerato di buon auspicio, ma nessuno è autorizzato ad assistere al matrimonio, in caso contrario si scatenerebbe la vendetta delle kitsune, come descritto nel film Sogni di Akira Kurosawa.

### Nella cultura di massa

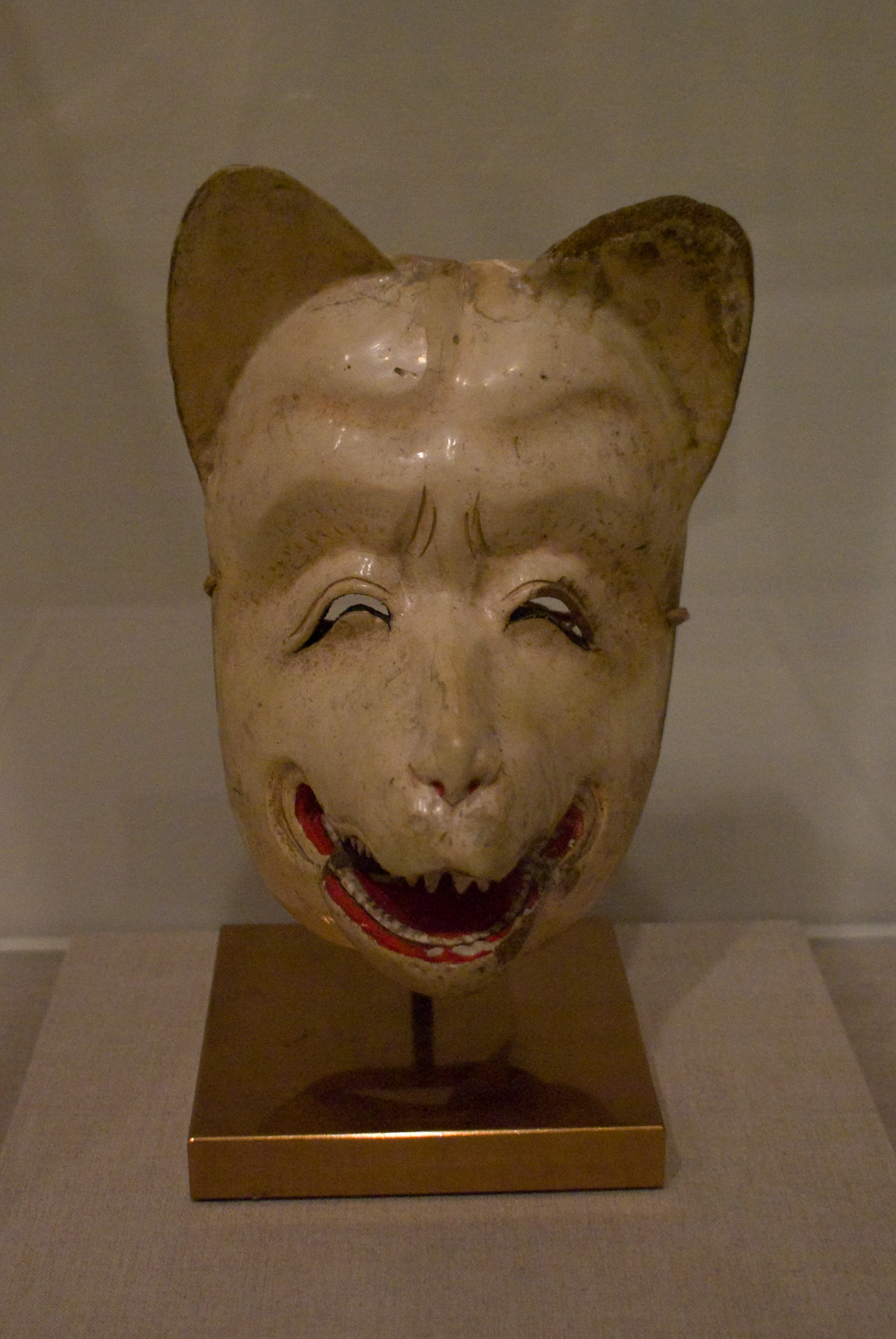
Maschera di kitsune risalente al periodo Edo

Le kitsune sono molto comuni anche nelle opere contemporanee come manga e anime. L'opera che più trae ispirazione da tali figure è Naruto di Masashi Kishimoto: tra i cosiddetti cercoteri vi è la Volpe a Nove code, chiara reinterpretazione della creatura mitologica, ma anche lo stesso protagonista Naruto Uzumaki, al cui interno è sigillato lo spirito di un demone volpe, ha in comune con la kitsune alcune caratteristiche quali l'aspetto fisico, il temperamento impulsivo e avventato abbinato ad abilità da stratega e capacità di prendersi gioco dei nemici, oltre alla possibilità di mutare il proprio aspetto. In InuYasha di Rumiko Takahashi il personaggio di Shippo, uno dei principali dell'opera, ha le fattezze di un bambino con la coda da volpe, ed è capace di mutare aspetto a piacimento. Il manga Kajika di Akira Toriyama narra la storia di un ragazzo dotato di poteri soprannaturali che viene maledetto dopo aver ucciso una volpe: egli viene privato di parte dei suoi poteri e trasformato in un ragazzo-volpe, e per poter riacquisire le vere sembianze è costretto a salvare almeno mille vite umane. Altro personaggio che lega la sua figura al mito della kitsune è Shuichi Minamino, uno dei protagonisti dell'opera di Yoshihiro Togashi Yu degli spettri, dove è la reincarnazione di una kitsune di nome Yoko Kurama. Altre opere giapponesi in cui si fa chiaro riferimento alla kitsune sono l'anime Digimon, in cui la creatura Renamon è ispirata alla figura della volpe a nove code, e il manga Ushio e Tora di Kazuhiro Fujita, dove una kitsune che si fa chiamare "la maschera bianca" è il vero nemico della coppia protagonista. Il film d'animazione La volpe con nove code (九尾の狐と飛丸?, Kyubi no kitsune to Tobimaru) del 1968 di Shinichi Yagi, a lungo considerato perduto, è ispirato alla leggenda di Tamamo no Mae e della pietra Sesshō-seki.
È possibile trovare la kitsune anche in opere di intrattenimento come giochi da tavolo e videogiochi. In Magic: l'Adunanza, gioco di carte collezionabili, una delle razze del gioco è formata da kitsune; nella visual novel Kanon, Makoto, una delle protagoniste, è una volpe che ha assunto forma umana; nel videogioco Shadowrun una delle razze è chiamata appunto kitsune; all'interno della serie di videogiochi Sonic the Hedgehog il personaggio di Tails è ispirato alla figura della kitsune; infine in Pokémon due delle creature, Vulpix e Ninetales, traggono ispirazione dalla figura della volpe a nove code.

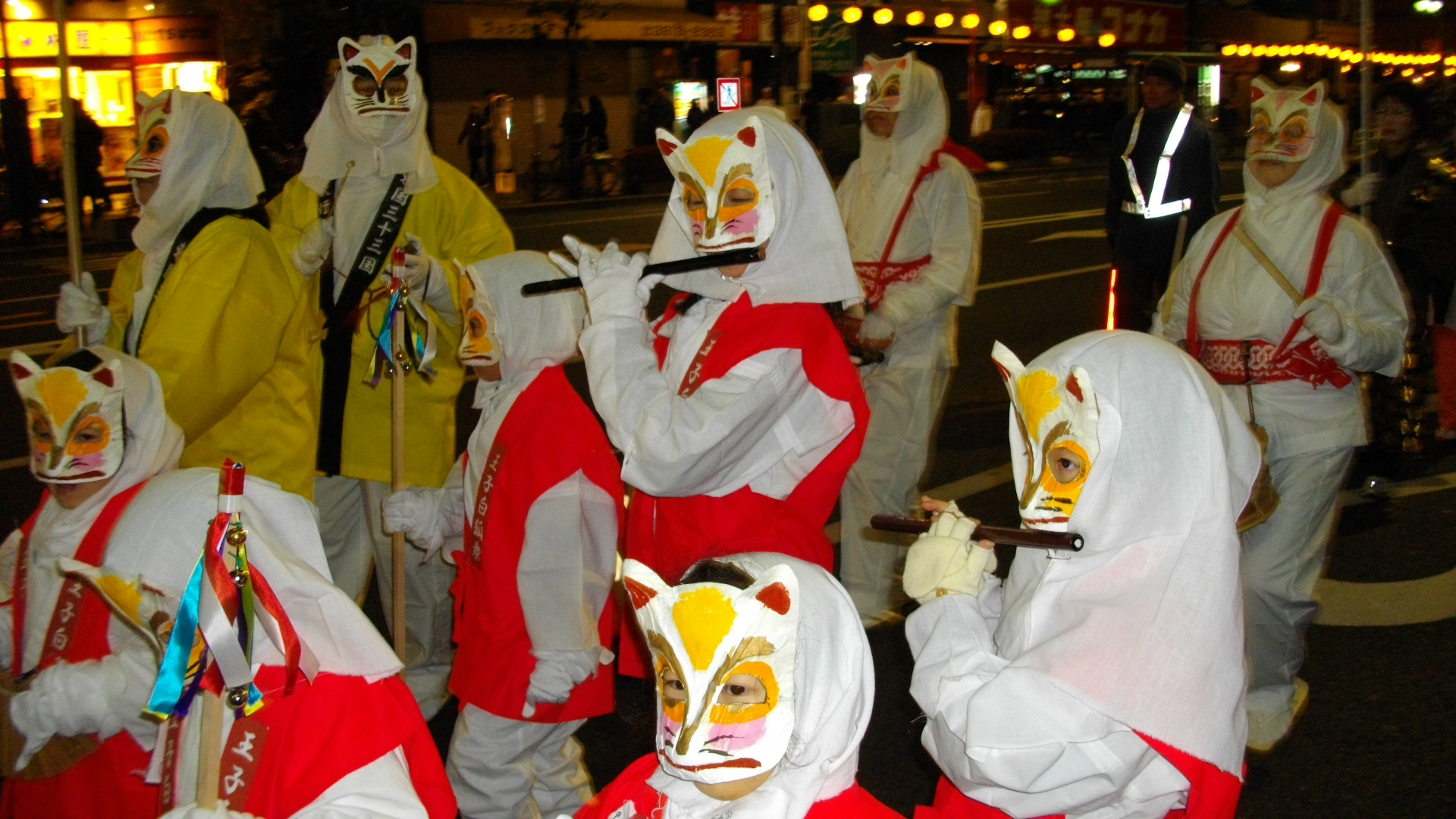
Partecipanti alla parata delle volpi di Ōji

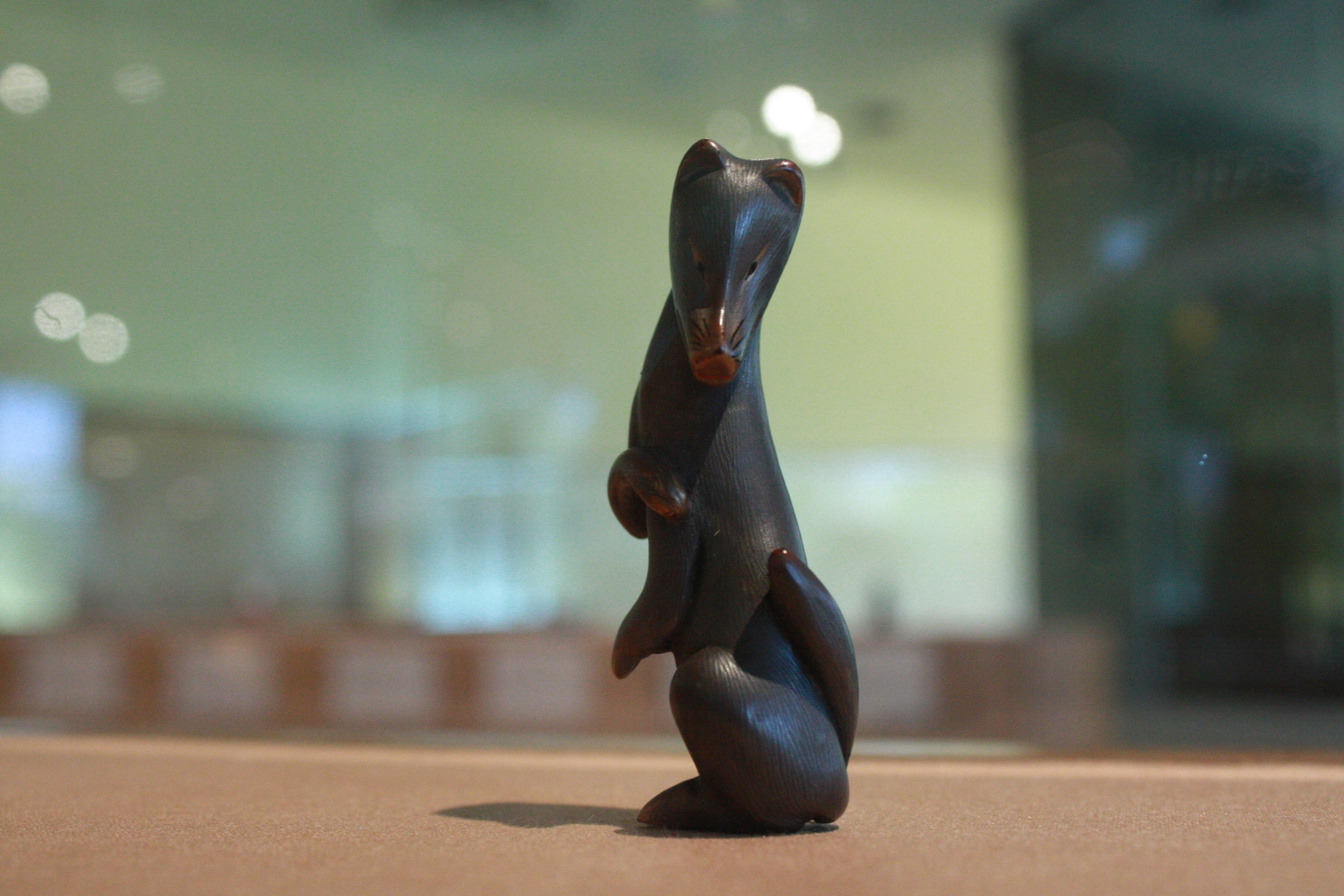
Netsuke in legno a forma di kitsune

Anche autori e scrittori occidentali hanno iniziato a utilizzare la figura della kitsune nelle proprie opere, come ad esempio ne Il diario del vampiro di Lisa Jane Smith, Fragile Eternity di Melissa Marr, The Fox Woman di Kij Johnson, Spirits White as Lightning di Mercedes Lackey e The Sandman: The Dream Hunters, romanzo a fumetti di Neil Gaiman. Inoltre la kitsune appare nel film Ran (1985) di Akira Kurosawa, nel telefilm Teen Wolf (2011) e in un episodio della serie animata Love, Death & Robots (2019).

### Nella tradizione giapponese
Radicate nel folclore, le kitsune compaiono in molte opere del teatro giapponese. Sono presenti in qualità di personaggi delle opere del teatro nō, kyōgen, bunraku e kabuki. Le più famose rappresentazioni sono:
- Kuzunoha, protagonista dell'opera bunraku e kabuki in cinque atti chiamata Ashiya Dōman Ōuchi Kagami.[89][90]
- Tamamo-no Mae, protagonista dell'opera kabuki e kyōgen Tamamonomae e del dramma nō Sesshō-seki, che narrano la storia una donna volpe andata in sposa all'imperatore Toba. Quando l'imperatore si ammalò improvvisamente, ella fu accusata di averlo stregato: una volta smascherata riprese le sembianze volpine ma fu colpita a morte dall'arciere Miura Kuranosuke; quando la volpe morì si trasformò in una roccia nota come la "pietra della morte" (殺生石?, sesshō-seki), che si dice causasse la morte di ogni essere vivente con cui venisse in contatto.[91][92]
- Genkurō, che compare nell'opera drammatica bunraku e kabuki Yoshitsune Sembon Zakura.[93][94]

La figura della kitsune viene celebrata altresì nei matsuri, i festival tradizionali giapponesi: il quarto sabato di settembre, per esempio, gli abitanti di Hida-Furukawa (prefettura di Gifu) sfilano per le strade della città travestiti da volpi per celebrare il Kitsunebi Matsuri (狐火祭?), il festival del fuoco della volpe; essi si recano presso il santuario di Okura Inari e mettono in scena un matrimonio. Tale cerimonia ha lo scopo di propiziare la buona sorte e termina con un falò presso il santuario. Un festival simile si svolge nel mese di luglio a Okaya, nella prefettura di Nagano. A Kita (Tokyo) si svolge, invece, la parata delle volpi di Ōji (王子狐の行列?, Ōji kitsune no gyōretsu) durante la quale i locali, durante la vigilia di Capodanno, sfilano per le strade travestiti da volpe prima di raggiungere il santuario di Ōji Inari. Questa cerimonia trae origine da una leggenda secondo la quale le volpi di tutto il Giappone si riunirono sotto un grande albero e, travestite da esseri umani, si recarono allo stesso modo al santuario per celebrare l'ultimo giorno dell'anno.
Meritano menzione anche i netsuke, piccoli borselli di legno o di avorio da abbinare agli abiti sprovvisti di tasche (come ad esempio il kimono): questi oggetti venivano intagliati in modo da assumere varie forme, tra cui quella della kitsune.